# クルィヴィーイ・リーフ
クルィヴィーイ・リーフ（ウクライナ語: Кривий Ріг, ウクライナ語発音: [krɪˌʋɪj ˈr⁽ʲ⁾iɦ]）は、クリヴォイ・ログ (ロシア語: Кривой Рог)として過去に知られていた、ウクライナのドニプロペトロウシク州クルィヴィーイ・リーフ地区にある都市。

## 概要
サクサハーニ川、インフレツィ川の河岸に位置する。都市の高さは海抜84 mである。面積は410 km²。人口は664,499人 (2011年8月1日)、人口密度は1620.7 人 / km²。
市内ではクルィヴィーイ・リーフ駅がある。首都キエフまでの直線距離は346 kmであるが、鉄道で448 km、車道で415kmとなっている。州庁所在地までの直線距離は137 km、鉄道で168 km、車道で146kmとなっている。クルィヴィーイ・リーフの日は、5月の第三の日曜日となっている。

## 歴史
クルィヴィーイ・リーフは1775年5月8日に創建された。1919年に市制施行された。

### 2022年ロシアのウクライナ侵攻
- 2022年9月14日 - 弾道ミサイルが市内のダムに着弾。ダムが決壊して市内の一部が冠水した[1]。
- 2023年6月13日 - 弾道ミサイルが5階建てアパートを直撃。10人以上が死亡、28人が負傷[2]。
- 2023年7月31日 - 弾道ミサイル2発が学校と住居棟を直撃。6人以上が死亡、数十人が負傷[3]。

## 経済
鉱工業が盛んで、鉄鉱石の採掘、製鉄（クリヴォリジュスタリ製鉄所はウクライナで最大の製鉄所）が行われている。

## 交通
- クルィヴィーイ鉄道駅（英語版）
- クルィヴィーイ国際空港（英語版）

### 市内交通
- クルィヴィーイ・リーフ市電
- クルィヴィーイ・リーフ・メトロトラム

## ギャラリー

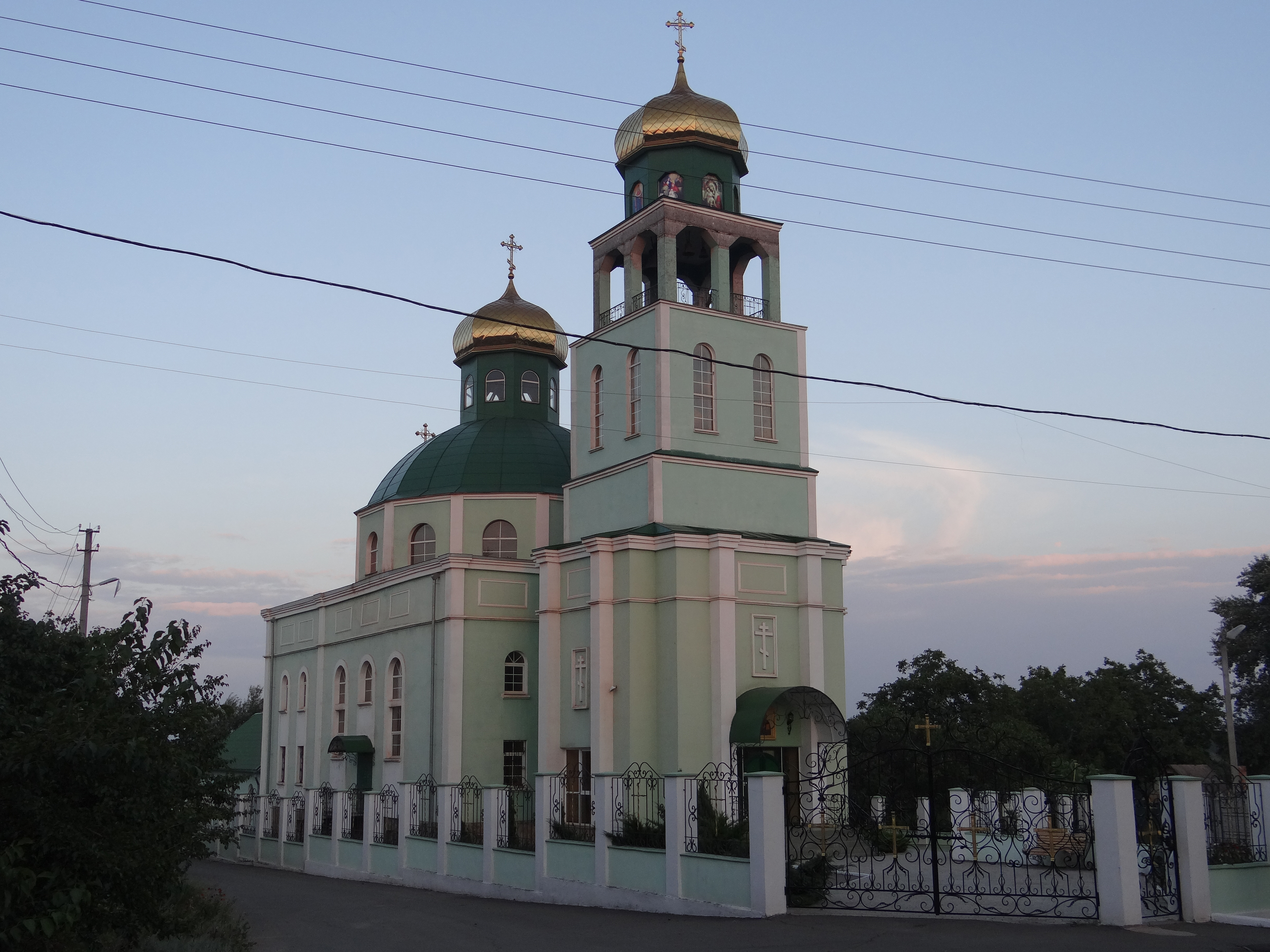
正教会
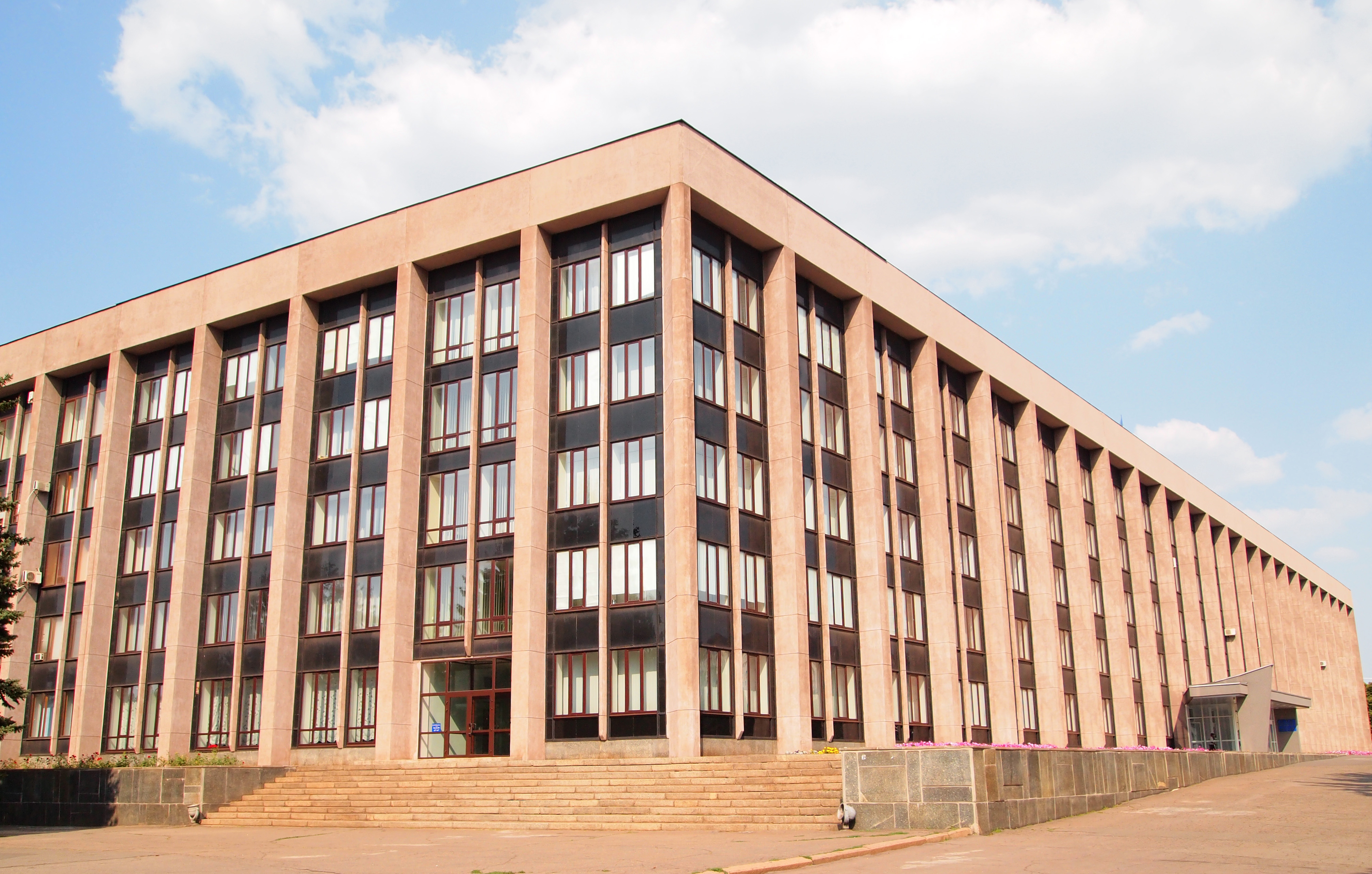
政府庁舎
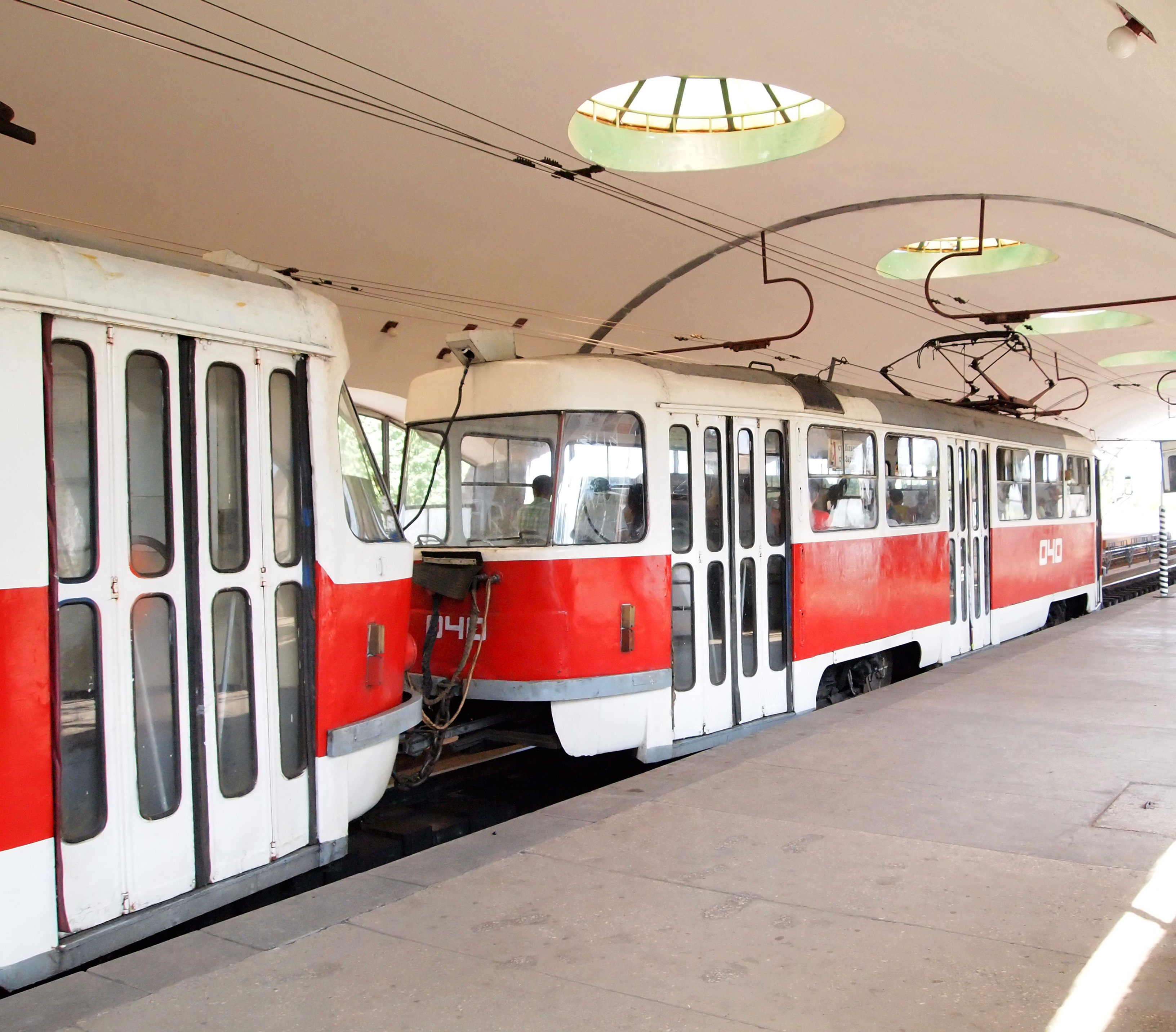
トラム
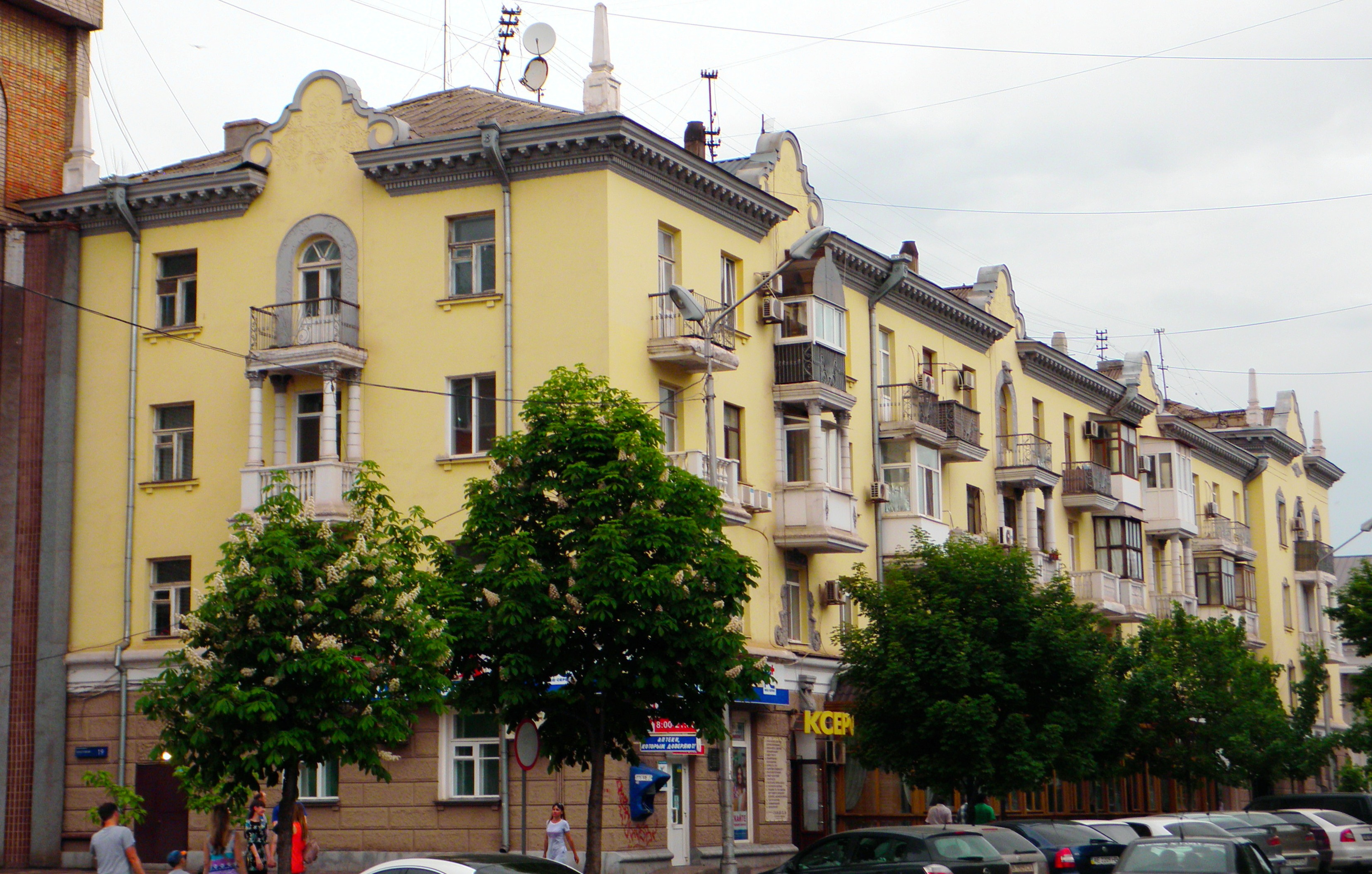
街並み
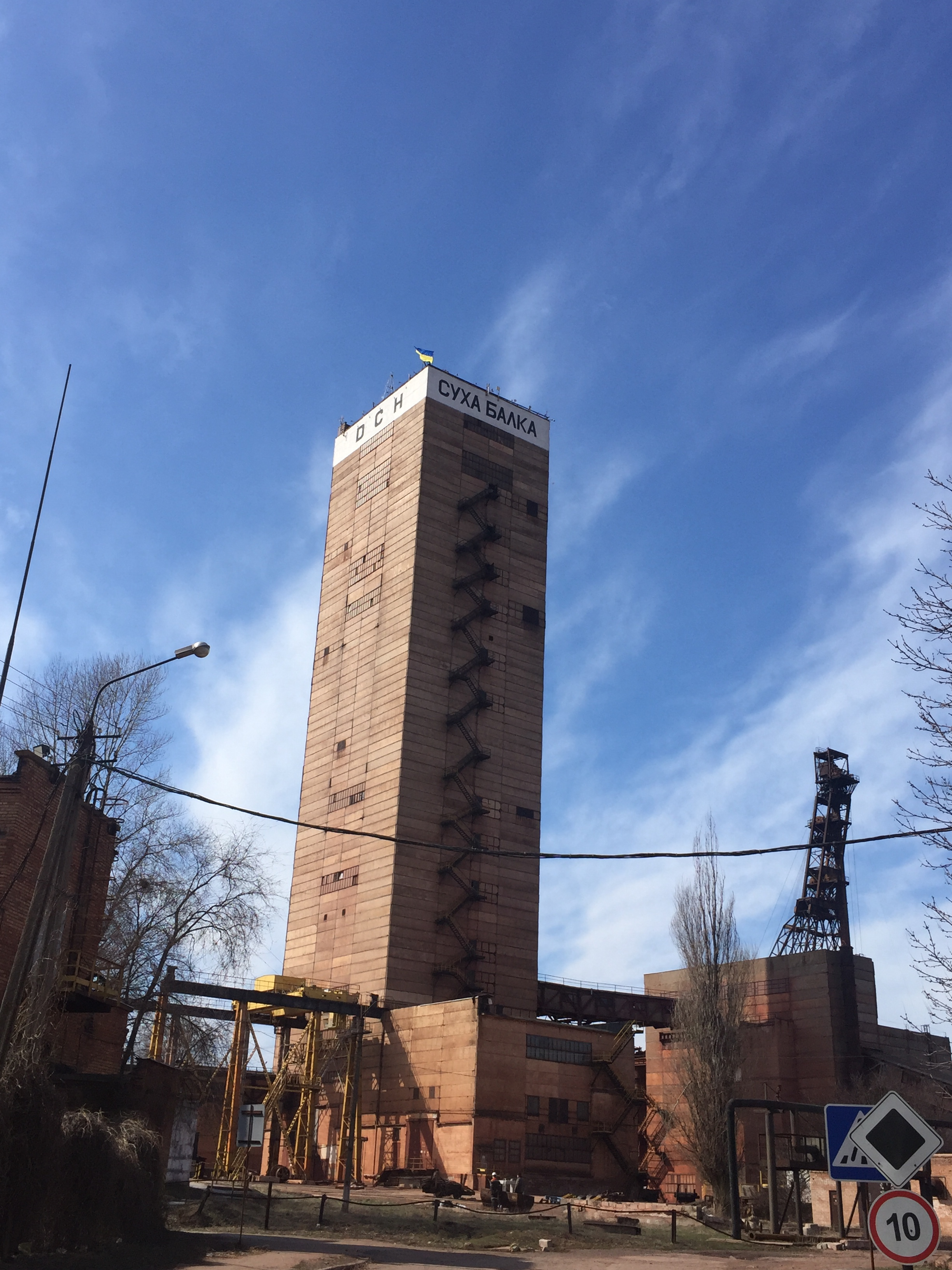
廃坑になった鉱山
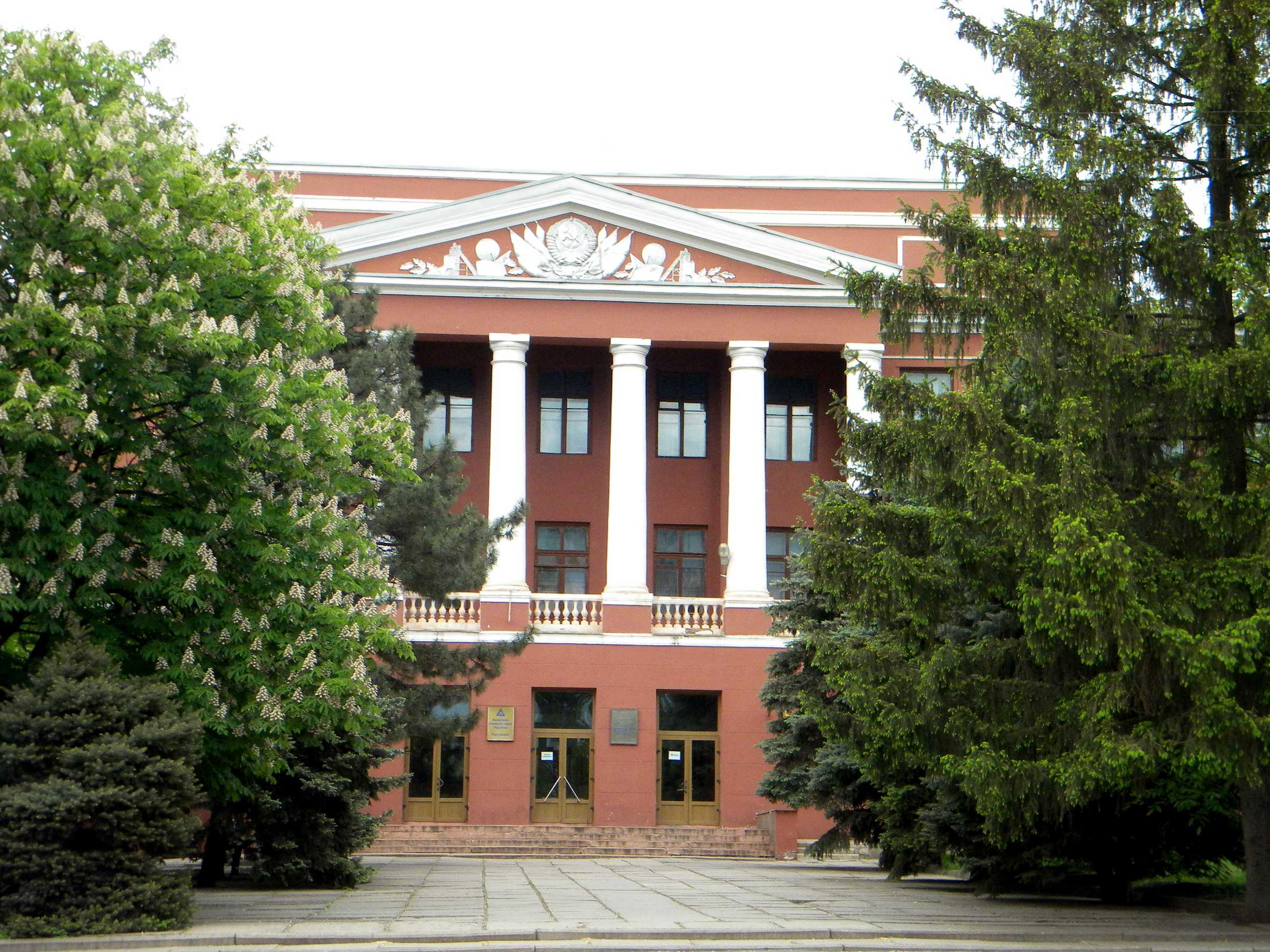
クルィヴィーイリーフ国立大学
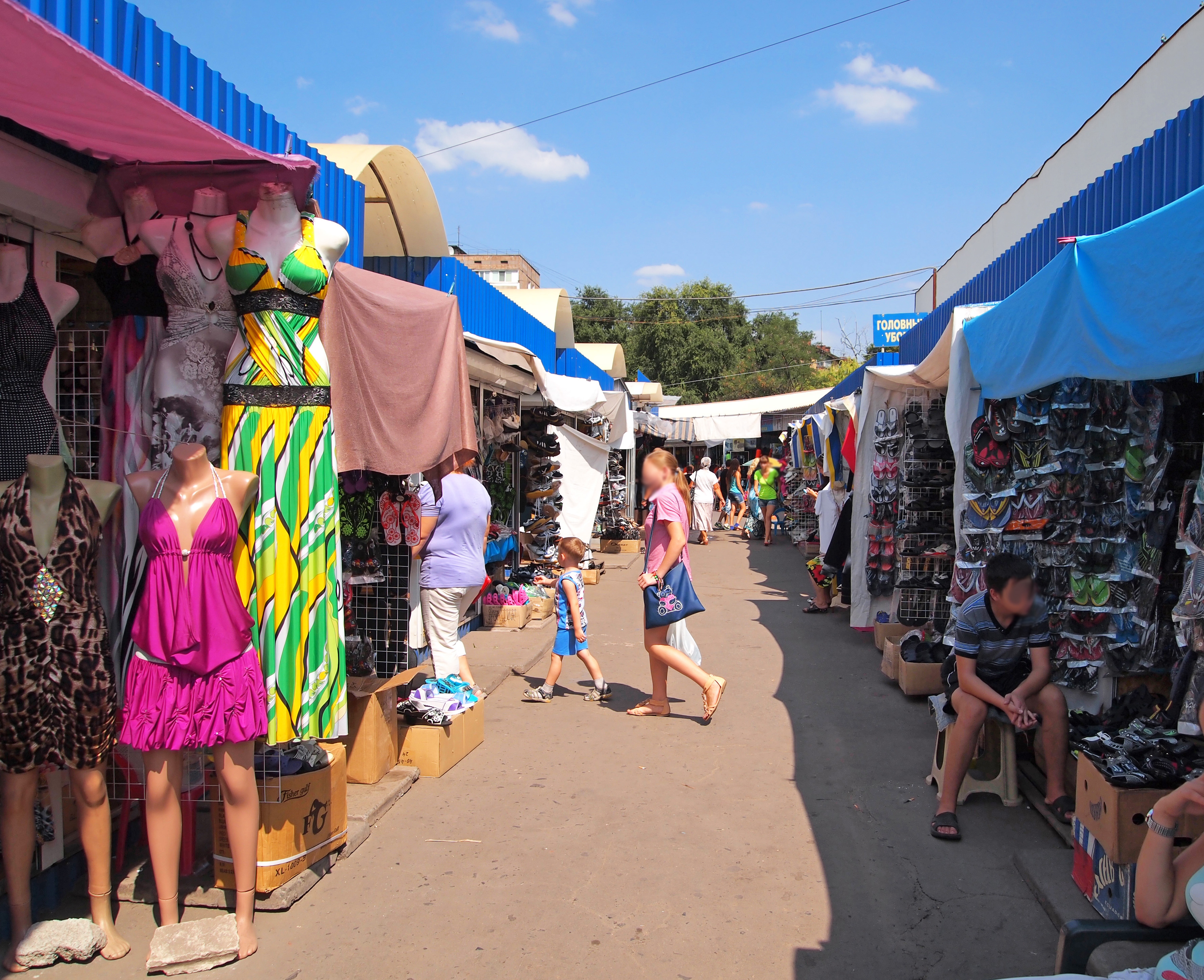
個人市場
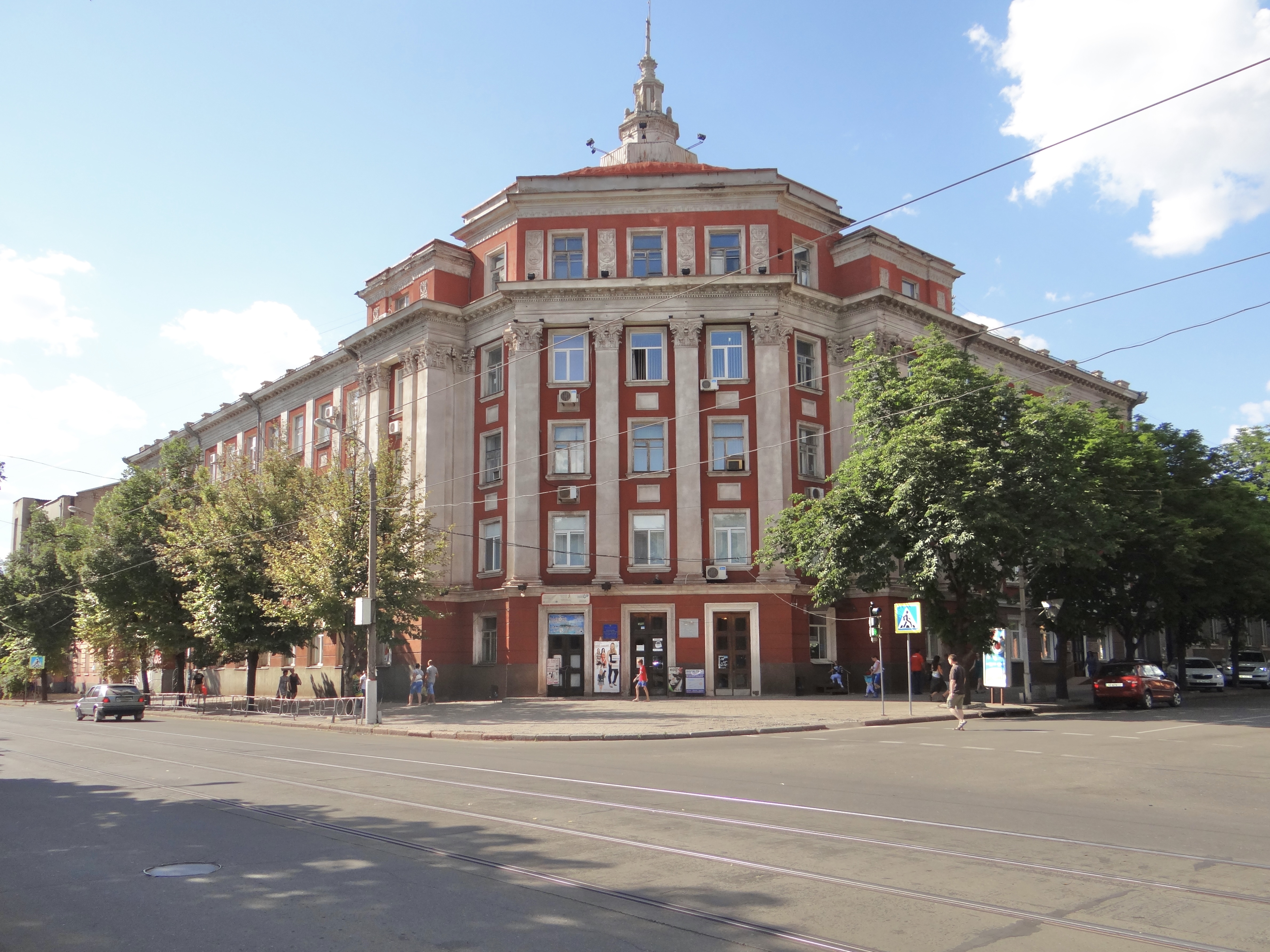
郵便局

## 姉妹都市
- ニジニ・タギル、ロシア
- 邯鄲市、中国

## 出身者
- ウォロディミル・ゼレンスキー
- オレーナ・ゼレンシカ
- イワン・バカノフ